# 恩卡塔贝
恩卡塔贝（Nkhata Bay）是非洲東南部國家馬拉維的城鎮，也是恩卡塔贝县的首府，距離姆祖祖以東，位於馬拉維湖沿岸，是該湖的主要港口之一，海拔高度471米，經濟活動有漁業、農業和旅遊業，農業品有木薯和橡膠，2018年人口14,274。

## 外部連結
- MSN Map[永久]

11°36′S 34°18′E / 11.600°S 34.300°E